# 岩本洋
岩本 洋（いわもと ひろし、1947年〈昭和22年〉11月21日 - 2018年〈平成30年〉5月20日）は、日本のバレーボール指導者。元バレーボール全日本女子監督である。

## 人物
長崎県出身。日本体育大学卒業後、松蔭高等学校の教師としてバレーボール部の監督を務めた後、日本リーグの監督としては、1986年度から1988年度まで日立（日立ベルフィーユの歴代選手・スタッフ一覧#日立時代に参照）、1989年度から1997年度まで小田急（小田急ジュノーの歴代選手・スタッフ一覧に参照）にてそれぞれ務めた。
1987年にはバレーボール全日本女子監督を務めた。1996年にはアトランタオリンピックビーチバレー女子監督を務めた。
2017年4月、ミズノスポーツメントール賞を受賞。
2018年5月20日、死去。70歳没。